# Scout A

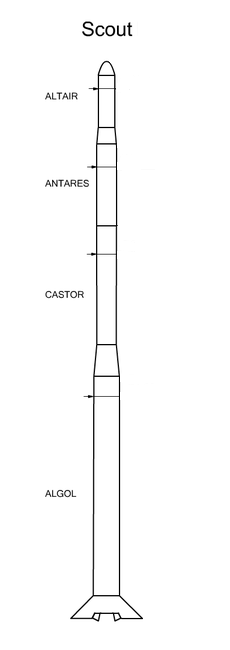
O foguete Scout.

O Scout A, foi, ao mesmo tempo, um foguete de sondagem e também um veículo de lançamento descartável.
Composto de quatro estágios, foi lançado onze vezes entre 1965 e 1970. Foi mais um membro da família de foguetes Scout.
Houve uma variante chamada Scout A-1, com apenas um lançamento em 1973.